# Over Now
Over Now is een nummer van de Schotse dj Calvin Harris en de Canadese zanger The Weeknd uit 2020.
Het nummer kent een zomers en tegelijkertijd ook zwoel en rustig geluid. De plaat werd in diverse landen een bescheiden hit, maar The Weeknd wist het succes van voorgangers Blinding Lights, In Your Eyes en Save Your Tears er niet mee te evenaren. "Over Now" behaalde een 33e positie in Harris' thuisland het Verenigd Koninkrijk, en een 22e positie in The Weeknds thuisland Canada. In Nederland bleef het nummer steken op een 2e positie in de Tipparade, en in Vlaanderen op een 7e positie in de Tipparade.